# Hylcalosia hemiflava
Hylcalosia hemiflava är en stekelart som beskrevs av Van Achterberg 1983. Hylcalosia hemiflava ingår i släktet Hylcalosia och familjen bracksteklar. Inga underarter finns listade i Catalogue of Life.